# Lambert Automóveis
A Lambert Automóveis surgiu em 1905, na cidade de Anderson (Indiana), como sucessora da Union Automobile Company.
A empresa que levava o nome de seu fundador (John William Lambert) operou entre 1905 e 1916.
Uma das principais características dos automóveis produzidos pela Lambert era o emprego da transmissão por disco de atrito.
A partir da entrada dos Estados Unidos na Primeira Guerra Mundial, a empresa foi convertida para produzir material bélico. Quando a guerra terminou, seu proprietário avaliou que não era viável retomar a produção de automóveis, pois seria uma atividade na qual somente grandes fabricantes poderiam concorrer.

## Modelos de carros de passeio
Os Modelos 4, 5, 7 e 8, lançados em 1906, eram tipo "Tonneau" para 5 pessoas, e foram vendidos, respectivamente por US$ 1.050,00, 1.200,00, 2.000,00 e 3.000,00. O modelo 6, também lançado em 1906, era projetado para duas pessoas e era vendido por US$ 900,00.
Em 1907, foi lançado o "Modelo F", que era do tipo "Tonneau" para 5 pessoas e era equipado com um motor de quatro tempos refrigerado a água, que fornecia 40 HP (30 kW) de potência e era vendido por US$ 3.000,00.
Em 1908, foi lançado o "Modelo 18" projetado para duas pessoas, que era vendido por US$ 800,00.
Em 1909, foi lançado o "Modelo 30", que era do tipo "Tonneau" para 5 pessoas, era equipado com um motor de quatro tempos, que fornecia 28 HP (21 kW) de potência e era vendido por US$ 1.250,00.
Em 1910, foi lançado o "Modelo 36", que era do tipo "Tonneau" para 5 pessoas e era equipado com um motor de quatro tempos, que fornecia 35 HP (26 kW) de potência era vendido por US$ 1.275,00.
Em 1912, foi lançado o "Modelo 99", projetado para duas pessoas, equipado com um motor de quatro tempos, que fornecia 40 HP (30 kW) de potência, era vendido por US$ 1.250,00.
Em 1914, foi lançado o "Modelo 46-C", projetado para 5 pessoas, equipado com um motor de quatro tempos, que fornecia 23 HP (17 kW) de potência era vendido por US$ 1.200,00.
Em 1915, foi lançado o "Modelo 48-C", projetado para 5 pessoas, equipado com um motor de quatro tempos, que fornecia 23 HP (17 kW) de potência era vendido por US$ 1.275,00.

## Modelos de caminhões
- O Modelo A tinha uma capacidade de carga útil de 1.360 Kg e era vendido por US$ 2.000,00.
- O Modelo B tinha uma capacidade de carga útil de 680 Kg e era vendido por US$ 1.500,00.[6]